# Route nationale 520
Die Route nationale 520, kurz N 520 oder RN 520, ist eine französische Nationalstraße.
Sie verlief zwischen der N85 südlich von Bourgoin-Jallieu und Les Echelles. Ihre Gesamtlänge betrug 54 Kilometer. Sie hatte vier Seitenäste, von denen drei zeitgleich mit ihrer Festlegung gewidmet wurden. 1992 wurde ein neuer Verlauf der N520 im Stadtgebiet von Limoges als Seitenast der N20 festgelegt und 2006 nochmals geändert. Infobox mit aktuellem Verlauf und Informationen zu diesem Seitenast befinden sich im Artikel der N20.

## Streckenverlauf
| Position | höchste zulässige Gesamtgeschwindigkeit | Fahrbahnen | Abschnitt         | Längengrad | Breitengrad |
| -------- | --------------------------------------- | ---------- | ----------------- | ---------- | ----------- |
| 1        | 90                                      | 2          | A 20              | 45.8937    | 1.2926      |
| 2        | 90                                      | 2          | Z.I. Limoges nord | 45.8911    | 1.2806      |
| 3        | 90                                      | 2          | Couzeix.N 147     | 45.9011    | 1.2260      |
| 4        | 90                                      | 2          | Couzeix           | 45.8841    | 1.1943      |
| 5        | 90                                      | 2          | Flughafen Limoges | 45.8645    | 1.1650      |
| 6        | 90                                      | 2          | N 141             | 45.8546    | 1.1562      |

## N 520a
Die Route nationale 520A, kurz N 520A oder RN 520A, war von 1933 bis 1973 ein Seitenast der N520, der knapp 10 Kilometer östlich von Voiron von dieser abzweigte und nach Voreppe führte. Ihre Länge betrug 9,5 Kilometer. 1943 wurde sie über die alte Trasse der N75 südöstlich aus Voreppe bis zur Einmündung der neuen Umgehungsstraße, auf die die N75 verlegt wurde, verlängert. Dabei wuchs die Länge um 1 Kilometer.

## N 520b
Die Route nationale 520B, kurz N 520B oder RN 520B, war von 1933 bis 1973 ein Seitenast der N520, der in Saint-Laurent-du-Pont von dieser abzweigte und zur N512 südlich von Saint-Pierre-de-Chartreuse führte. Ihre Länge betrug 10 Kilometer.

## N 520c
Die Route nationale 520C, kurz N 520C oder RN 520C, war von 1933 bis 1973 ein Seitenast der N520, der in Entre-Deux-Guiers von dieser abzweigte und nach Saint-Pierre-d'Entremont führte. Ihre Länge betrug 11 Kilometer.

## N 520e
Die Route nationale 520E, kurz N 520E oder RN 520E, war von 1943 bis 1973 ein Seitenast der N520A, der in Voreppe von dieser abzweigte und nordwestlich aus dem Ort zur N75 führte. Ihre Länge betrug 1 Kilometer. Sie entstand aus der ehemaligen Ortsdurchfahrt der N75, die 1943 auf eine Umgehungsstraße verlegt wurde. Heute trägt sie die Nummer D520E.